# Villette, Piemonte
Villette är en ort och kommun i provinsen Verbano Cusio Ossola i regionen Piemonte i Italien. Kommunen hade 278 invånare (2018).